# Pocillum needhamii
Pocillum needhamii är en svampart som beskrevs av Massee & Crossl. 1895. Pocillum needhamii ingår i släktet Pocillum och familjen Helotiaceae.   Inga underarter finns listade i Catalogue of Life.